# Eugnathogobius kabilia
Eugnathogobius kabilia és una espècie de peix de la família dels gòbids i de l'ordre dels perciformes. Es distribueix per l'oest del Pacífic i per l'est de l'Índic, encara que la seva extensió no es coneix del tot. S'ha citat a Indonèsia, Malàisia, Filipines, Singapur, Sri Lanka i a la Tailàndia peninsular. Es desconeix el seu volum poblacional.
Es poden adaptar a diferents nivells de salinitat. Apareix en estuaris, principalment en canals de corrent lenta i en masses d'aigua més petites.